# Cabera strigata
Cabera strigata là một loài bướm đêm trong họ Geometridae.